# Бекан Килбеганский
Бекан (англ. Becan; Пустой шаблон {{ВД-Преамбула}} ) — святой игумен Килбегганский. День памяти — 5 апреля.
Святой Бекан (Becan), или Беган (Began, Beggan) упоминается как один из двенадцати апостолов Ирландии в житии св. Молосса (Molossus), где говорится, что он был сыном Мурчада и Кулы (Murchade and Cula) из королевского рода Манстера, и состоял в кровном родстве со св. Патриком. Св.Бекана почитают как одного из трёх величайших добродетельных мужей, наряду со свв. Эндеем (Endeus, память 21 марта) и Мохуа (Mochua), все из которых были духовными лидарами в то плодотворное время святых людей. Им был основан монастырь в местечке, ныне именуемом  Килбегган (Kill-Beggan), Уэстмит (Westmeath). Во время строительства храма он часто работал на коленях, его руки были заняты, и он молился устами и глазами, полными слёз. Его имя также дано приходу Имлеах-Бекен (Imleach-Becain), графство Мит.